# Dolomit (Gestein)

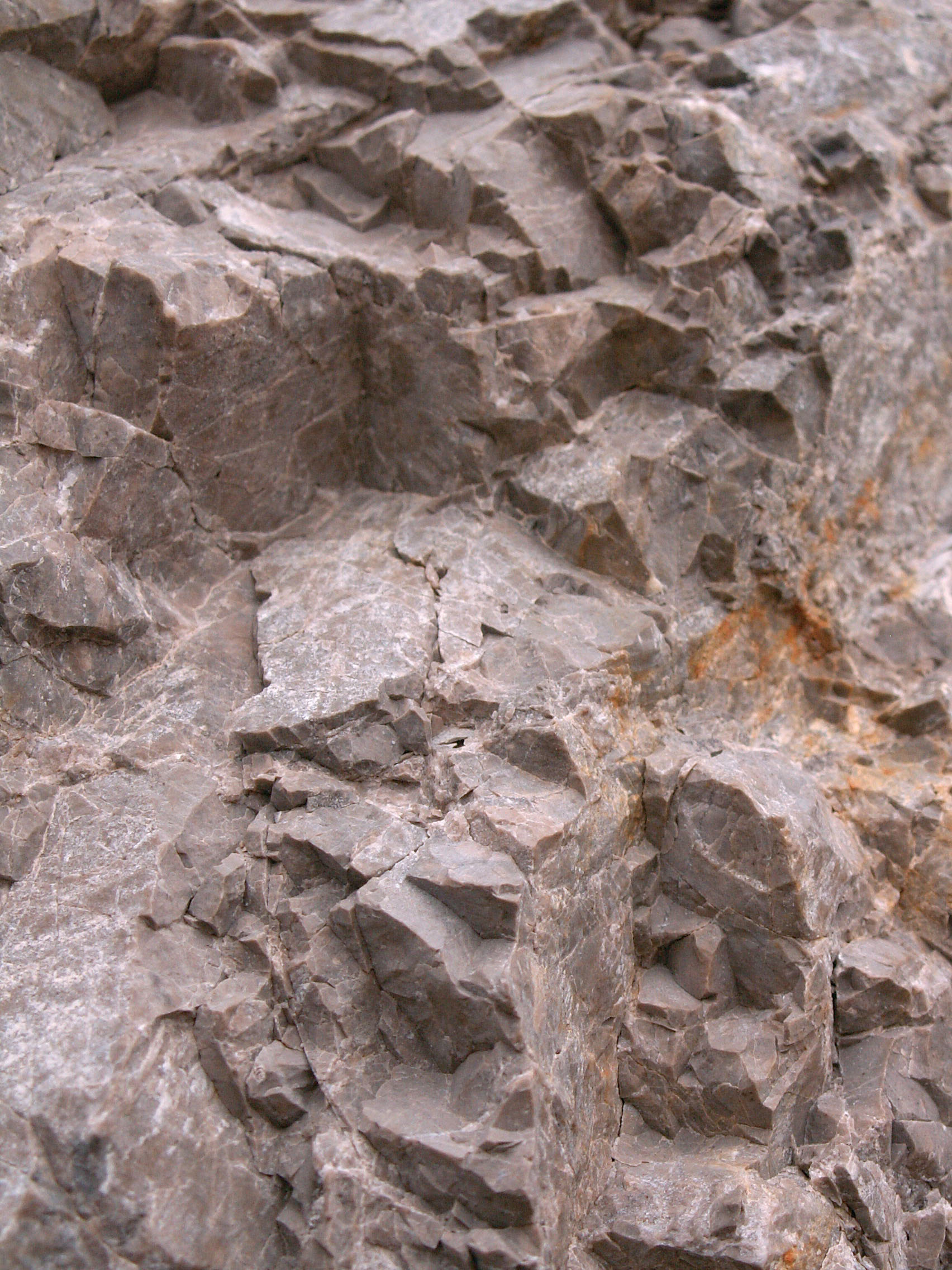
Anstehender Dolomit im Aufschluss (Trias der slowakischen Karpaten)

Dolomitstein, kurz Dolomit, ist ein Karbonat-Gestein, das zu mindestens 90 Prozent aus dem Mineral Dolomit (chemische Formel CaMg(CO3)2 oder seltener CaCO3·MgCO3) besteht. Bei geringeren Dolomitgehalten liegt ein dolomitischer Kalkstein vor. Dolomitstein ist selten weiß, häufig elfenbeinfarben, hellgrau, graugelb oder grüngrau.

## Eigenschaften, Diagnose

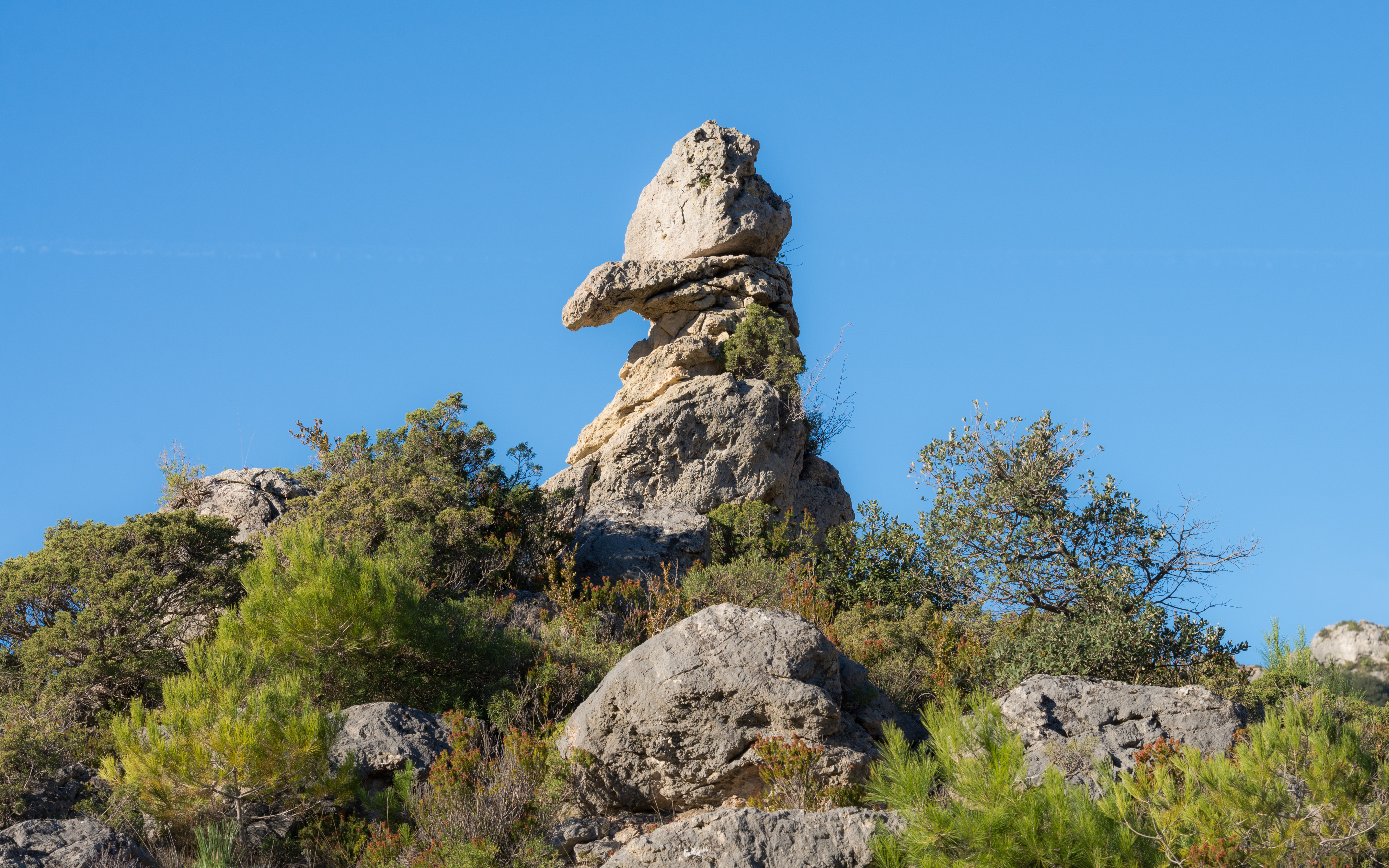
Verwitterungsruine aus jurassischem dolomitischen Kalkstein in der Karstlandschaft des Cirque de Mourèze, Hérault

Dolomitsteine sind im Vergleich zum chemisch verwandten Kalkstein bei ähnlicher Struktur und Textur etwas härter und sehr viel spröder. Wie Kalksteine sind Dolomite auf frischen Bruchflächen oft grau, verwittern jedoch meist gelblich oder bräunlich. Ein erster Hinweis auf Dolomit im natürlichen Aufschluss ergibt sich aus einer eher splittrigen Felsoberfläche. Dieses Fehlen von glattgewaschenen Flächen ist ein Gegensatz zum Kalkstein. Im Gelände kann Dolomit zudem durch seine sehr langsam ablaufende Reaktion mit kalter verdünnter (10-prozentiger) Salzsäure von Kalkstein unterschieden werden: Bei Dolomit entwickeln sich nach dem Aufbringen der Salzsäure so gut wie keine Kohlendioxid-Bläschen, während die Säure bei Kalkstein kräftig braust. Durch die geringere Lösungsanfälligkeit gegenüber schwachen Säuren verkarstet Dolomitgestein in geringerem Maße und anders als Kalkstein.
Um Dolomit in einem Kalk/Dolomit-Mischgestein nachzuweisen, wird das Gestein mit Reagenzien, die auf Magnesium ihre Farbe ändern, gefärbt. Ein Beispiel hierfür ist der Test mit Chinalizarin.
In der Literatur wird oft von einem „zuckerkörnigen“ Aussehen gesprochen. Das bezieht sich auf den Aufbau aus feinen Kriställchen, die weit feinkörniger als der heute übliche Handelszucker, aber grobkörniger als Kalksteinkristalle sind. Im Sonnenlicht glitzern die Spaltflächen sichtbar. Diese feine Kristallinität ist einer Umkristallisation während oder kurz nach der Sedimentation zuzuschreiben. Setzt die Dolomitisierung frühdiagenetisch ein, bleiben Gefügemerkmale und Fossilien enthalten. Eine spätdiagenetische Dolomitisierung verwischt jegliche Gefügemerkmale und Fossilien des Ausgangsgesteins. Daher kann über den Fossilinhalt keine Aussage getroffen werden. Dies erschwert häufig die stratigraphische Zuordnung von dolomitischen Gesteinsformationen.
| Eigenschaft        | von   | bis   | Einheit |
| ------------------ | ----- | ----- | ------- |
| Biegezugfestigkeit | 9     | 15    | N/mm2   |
| Druckfestigkeit    | 125   | 250   | N/mm2   |
| Elastizitätsmodul  | 16000 | 80000 | N/mm2   |
| Rohdichte ρ        | 2400  | 2900  | kg/m3   |

## Entstehung
Dolomitgesteine entstanden entweder durch die primäre Ausfällung von Dolomit oder durch die sekundäre Dolomitisierung von Kalkschlamm. Neuere Forschungen zeigen an rezenten Beispielen von Lagunen in Brasilien die Bedeutung von Schwefelbakterien und Fäulnis für die Dolomitgenese. Die entsprechende Reaktion beschreibt die Gleichung:
{\displaystyle \mathrm {CaCO_{3}+MgSO_{4}+CH_{4}\longrightarrow CaMg(CO_{3})_{2}+H_{2}O+H_{2}S} }
oder einfacher:
{\displaystyle \mathrm {MgSO_{4}+CH_{4}\longrightarrow MgCO_{3}+H_{2}S+H_{2}O} }
wobei sich MgCO3 gleich mit dem schon vorhandenen Kalksediment zu Dolomit verbindet. CH4 steht hier stellvertretend für die organische Substanz. Das Magnesium stammt aus aufkonzentriertem Meerwasser. Unter ruhigen Wasserverhältnissen und bei hohen Verdunstungsraten, wie sie in den Lagunen tropischer Riffe herrschen können, nimmt zum einen der Salzgehalt im Lagunenwasser zu und zum anderen erfolgt kaum Austausch zwischen dem sauerstoffeicheren Wasser im oberen Teil der Wassersäule und dem Wasser im Porenraum des Sedimentes. Dies begünstigt den Abbau der im Sediment enthaltenen organischen Substanz durch Fäulnis und somit die Dolomitisierung des Sediments.
Relativ häufig sind Riffgesteine dolomitisiert. Das mag teils an der Porosität des Riffes liegen, die selbst in größerer Versenkung eine Zirkulation der Lösungen ermöglicht; teilweise (zumindest bei Korallenriffen) auch daran, dass der Korallenkalk aus dem instabilen Mineral Aragonit besteht, somit die Umwandlung leichter geht.
Nach über zwei Jahrhunderten gescheiterter Versuche, Dolomitkristalle im Labor zu züchten, konnte das als „Dolomit-Problem“ bekannte Rätsel 2023 geklärt werden. Sowohl im Experiment als auch mit einer Computersimulation konnte nachvollzogen werden, dass das Wachstum des Kristalls davon abhängt, dass er abwechselnd übersättigter und untersättigter Dolomitlösung ausgesetzt wird. Während des Prozesses bereinigt die untersättigte Lösung Fehlstellen im Kristallgitter und ermöglicht während der Phase der übersättigten Lösung die Anlagerung weiterer Kristallschichten.

## Vorkommen

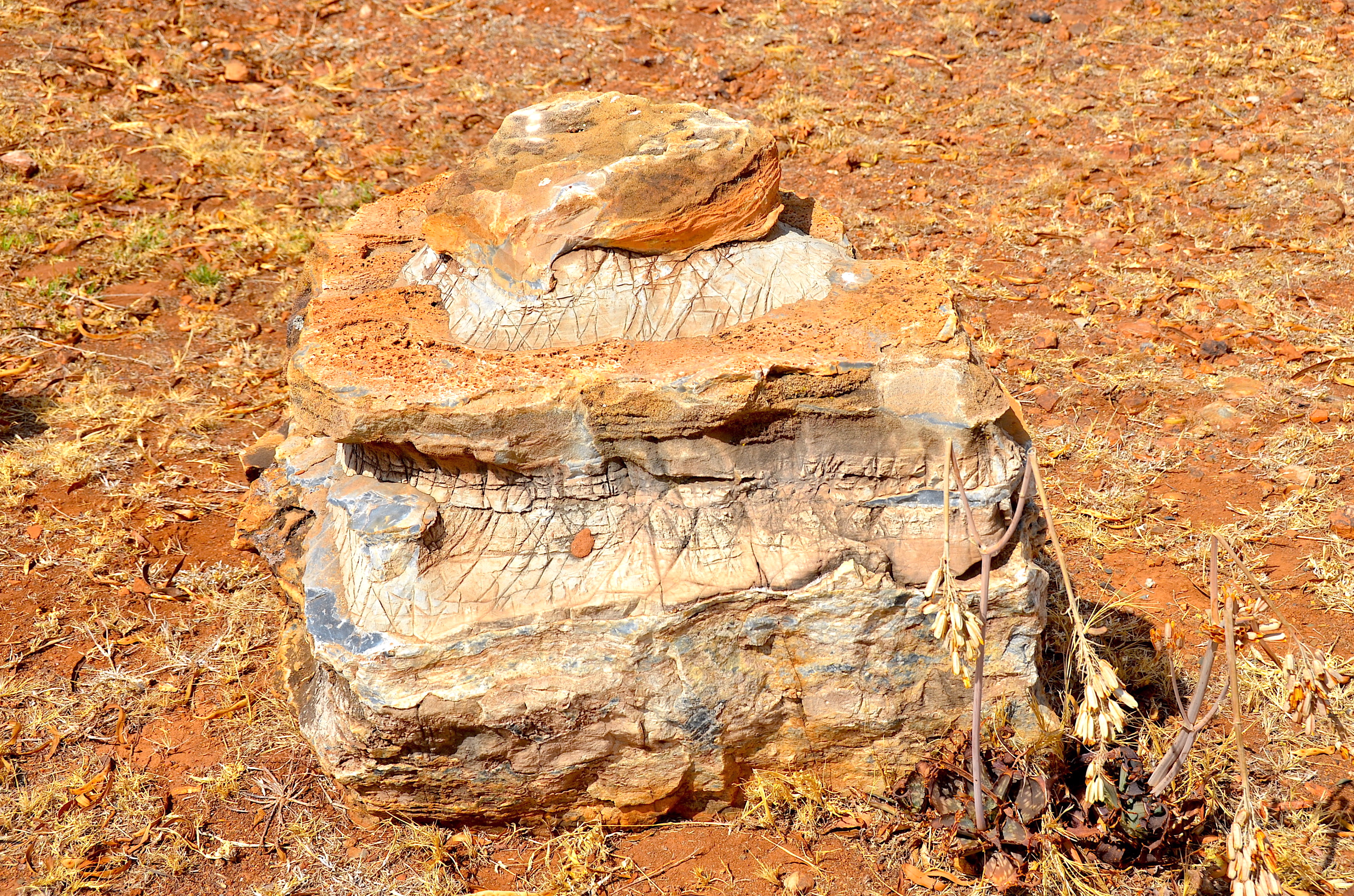
Nicht anstehender, deutliche Verwitterungsspuren zeigender Block aus chertführendem stromatolithischen Dolomit, ausgestellt an einer Straße an der Peripherie des Großraums Johannesburg-Pretoria (Südafrika). Es handelt sich wahrscheinlich um den in der Region großflächig ausbeißenden neoarchaischen Malmani-Dolomit.

Dolomit ist als Gestein weltweit verbreitet und tritt naturgemäß oft mit Kalkstein vergesellschaftet auf. In Europa sind Dolomite in den geologisch jungen alpidischen Gebirgen sehr häufig zu finden. Sehr mächtige Vorkommen finden sich im Ostalpin und Südalpin (u. a. Dolomiten) der Alpen sowie in den Karpaten und Apenninen mit dem Hauptdolomit der Alpinen Trias bzw. dessen stratigraphischen Äquivalenten.
Nördlich des alpidischen Raumes kommen Dolomit und dolomitische Kalksteine in Mitteleuropa vor allem in vier Gesteinsserien vor: in den oberdevonischen Karbonatserien des paläozoischen Grundgebirges sowie im Zechstein (Oberperm), im Muschelkalk (Mitteltrias) und im Malm/Weißjura (Oberjura) des Tafeldeckgebirges. Devonische Dolomite finden sich speziell in Form dolomitisierter Massenkalke im Rheinischen Schiefergebirge (Eifel und Sauerland). Dolomite der Zechsteinserie treten an den Rändern der paläozoischen Grundgebirgsaufbrüche (u. a. am südlichen Harzrand und am östlichen Rand des Spessartkristallins) sowie im Randbereich einiger Muldenstrukturen des Tafeldeckgebirges zutage. Dolomitvorkorkommen des Muschelkalks werden unter anderem in der Trierer Bucht in Palzem (Schloss Thorn), in Wellen (Mosel) (untertägig) und in Mesenich sowie in Oberschlesien in Polen abgebaut. Dolomite des Weißjuras kommen auf der Fränkischen und Schwäbischen Alb vor.
Ein Beispiel für eine westeuropäische Kleinlandschaft auf einem Ausbiss dolomitischer Kalksteine bietet der Cirque de Mouréze am Südrand des Massif Central im Département Hérault. Dieses stark von Karst geprägte Vorkommen entstand während der Jura-Zeit.
Dolomitvorkommen sind altersmäßig jedoch nicht auf phanerozoische Sedimentgesteinsabfolgen beschränkt. Eine mehr als 2,5 Milliarden Jahre alte Dolomitserie gibt es mit dem Malmani-Dolomit im nördlichen Südafrika. In seinem Ausbiss befinden sich unter anderem die einst von Vormenschen bewohnten Höhlen, die heute die „Cradle of Humankind“ genannten UNESCO-Welterbestätten bilden. Angewitterter Malmani-Dolomit wird zudem unter der Bezeichnung Pelindaba Rock als Dekostein gehandelt.
Ein chronostratigraphisch bedeutendes präkambrisches Dolomitvorkommen ist die Nuccaleena-Formation im südöstlichen Australien, an deren Basis in einem Aufschluss in der Flinders Range sich der GSSP des Ediacariums befindet.

## Natursteinsorten

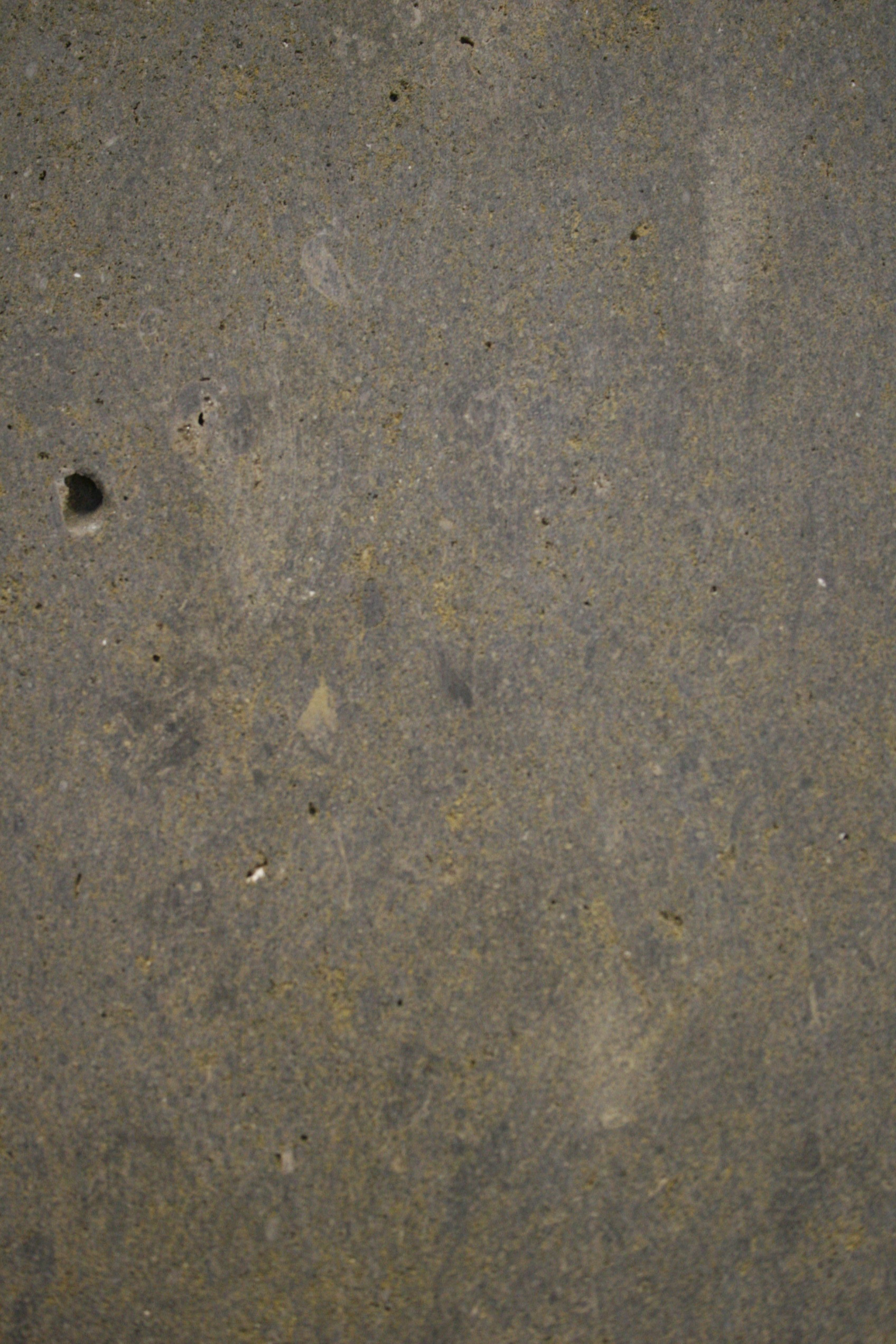
Muster des Salzhemmendorfer Dolomits

- Kleinziegenfelder Dolomit (Fränkische Alb; Weißjura)
- Wachenzeller Dolomit (Fränkische Alb; Weißjura)
- Salzhemmendorfer Dolomit (Weser-Leine-Bergland; Norddeutscher Malm)
- Meskalith, Mesenich (Trierer Bucht; Muschelkalk)
- Harzer Dolomit, Nüxei (Südharz; Zechstein)
- Ostrauer Plattendolomit, Ostrau (Mügelner Senke in Mittelsachsen; Zechstein)

Die traditionell unter der Bezeichnung „Anröchter Dolomit“ bekannten Naturwerksteine aus der Soester Börde (Münsterländer Kreidebecken) sind keine Dolomitsteine, sondern mehr oder weniger stark quarzsand- und glaukonitführende Kalksteine.
Außerhalb des deutschen Sprachraumes:
- Kaarma-Kalkstein, Kaarma (Insel Saaremaa, Estland; Silur)
- Dolomit Libiąż, Libiąż (Oberschlesien, Polen; Muschelkalk)

## Verwendung
Dolomit wird für Bodenbeläge aller Art (geschnitten oder bruchrauh), zum Bau von Natursteinmauern und Trockenmauern, als Randsteine, als Palisaden, als Steinblöcke, als Gestaltungsstein zum Bau von Stützmauern und als Pflasterstein eingesetzt. Zerkleinert dient er vor allem auch als Zusatzstoff bei der Stahlerzeugung. Darüber hinaus ist er Hauptbestandteil von Mineralwolle und technischen Gläsern. Er findet Einsatz in Bodenstabilisierung sowie als Düngekalk für die Landwirtschaft. Pulverisierter Dolomit wird als „Wiener Kalk“ bezeichnet und als Scheuermittel verkauft; seine Härte ist gerade richtig, um Kalkbeläge abzukratzen, aber Glas und Porzellan unberührt zu lassen. In sogenannten Brechanlagen wird der Dolomit auch zu Zuschlagstoffen für den Straßenbau und die Betonherstellung verarbeitet. Als Grobschotter dient er auch zur Füllung von Gabionen (Schotterkörbe).
Granulierter Dolomit wird als kieselsäurefreies (SiO2-freies) Filtermaterial in der Wasseraufbereitung verwendet. Für verschiedene weitere Einsatzbereiche in der Wasseraufbereitung wird Dolomit gebrannt. Hierbei bildet sich bei ca. 900 °C aus Dolomit (CaMg(CO3)2) gebrannter Dolomit (CaMgO2 = CaO·MgO). Bei niedrigerer Brenntemperatur entsteht halbgebrannter Dolomit (CaCO3·MgO) auch Magno genannt, der in der Trinkwasseraufbereitung zur Entsäuerung (Bindung von überschüssigem CO2) eingesetzt wird. Dabei reagiert vorzugsweise die MgO-Komponente. Weiteres unter Magno (Chemikalie).

## Geschichte
Dolomit ist nach dem französischen Geologen Déodat de Dolomieu (1750–1801) benannt. Dolomieu machte eine Reise in den damals als „Bleiche Berge“ oder „monti pallidi“ bezeichneten Teil der Südalpen, im Bereich der Sprachgrenzen Deutsch/Ladinisch/Italienisch. Nach seinen Vorinformationen hätten diese Berge aus „Kalk“ bestanden. Auch wenn das Gestein von seinem äußeren Anschein und in seinen physikalischen Eigenschaften Kalkstein sehr ähnlich war, musste er feststellen, dass es sich, anders als Kalkstein, in schwacher bzw. verdünnter Säure nur sehr langsam auflöste. Er ging dem Problem nach und fand heraus, dass sich das Gestein nicht nur aus „Kalkerde“ (CaO), sondern zu gleichen Anteilen auch aus „Magnesiaerde“ (MgO) zusammensetzte.
Dolomieu wollte das neue Gestein zu Ehren seines Lehrers, des Mont-Blanc-Besteigers De Saussure, als „Saussurite“ bezeichnen, aber bald darauf starb er selbst, und die Wissenschaftsgemeinde benannte das Mineral und das Gestein nach ihm. Darum tragen auch die „Bleichen Berge“ der Südalpen heute Dolomieus abgewandelten Namen.